# Montelupi

Das Adelswappen der Familie von Montelupi

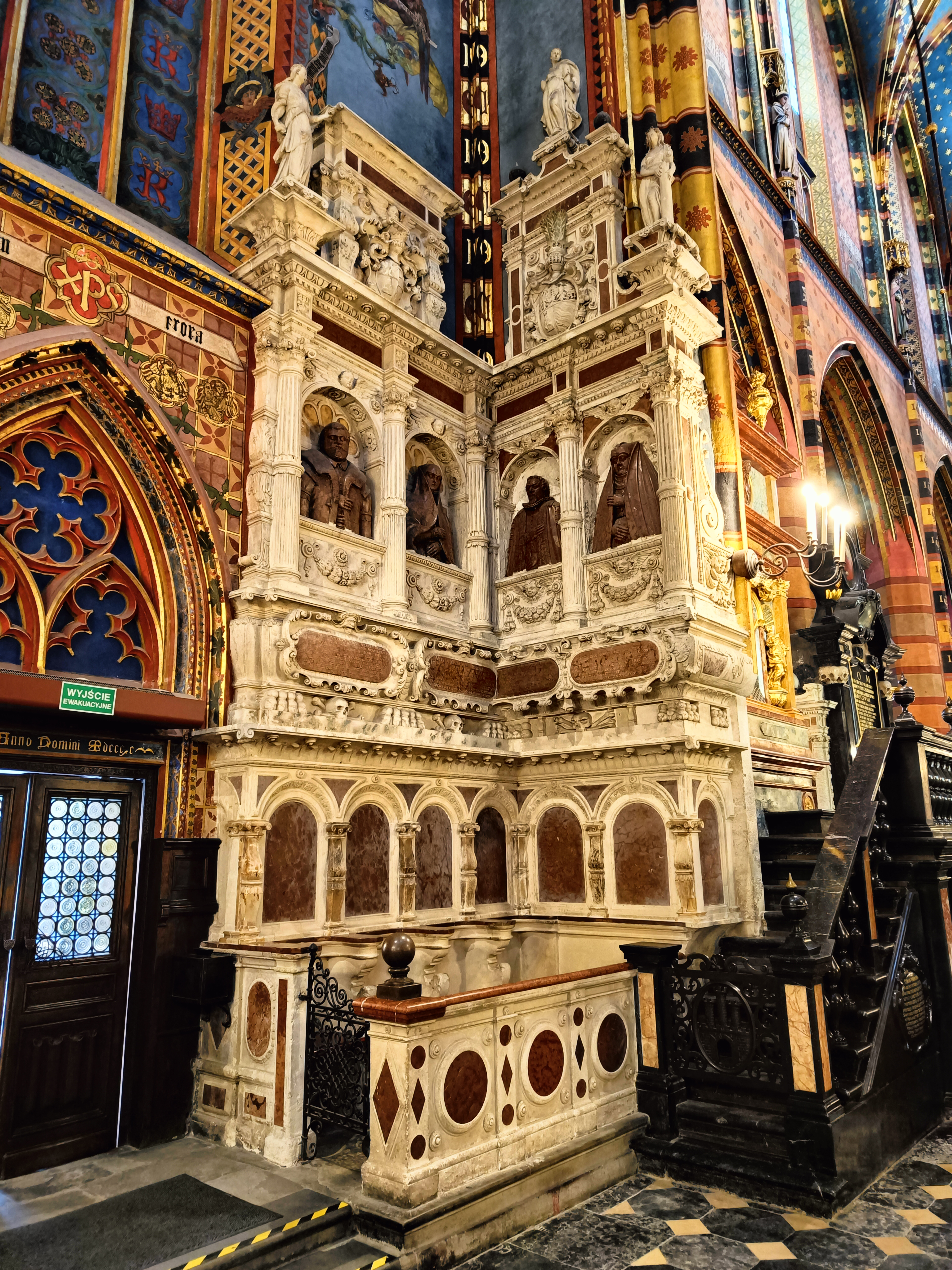
Grabmal der Montelupi in der Krakauer Marienbasilika

Montelupi, auch Montelupi de Mari (später auch in polnischer Übersetzung: Wilczogórski), ist der Name einer italienischen Kaufmannsfamilie und späteren polnischen Adelsgeschlechts. Die Montelupi kamen 1537–1557 als Kaufleute nach Krakau. Am 22. Juni 1567 wurden sie in der Krakauer Marienbasilika geadelt und erwarben das Montelupi-Haus am Krakauer Marktplatz. Sie errichteten 1613 einen Palast im Krakauer Stadtteil Kleparz. Die Montelupi verwalteten in Polen-Litauen das königliche Postwesen von 1568 bis 1662. Sie haben ein von Santi Gucci errichtetes Hochgrab in der Krakauer Marienbasilika.
Träger dieses Namens sind:
- Sebastiano Montelupi (1520–1600), italienischer Kaufmann, Bankier und königlicher Postmeister der sich mit seinem Bruder Carlo in Krakau niederließ
- Carlo Montelupi (16. Jahrhundert), italienischer Kaufmann, der sich mit seinem Bruder Sebastiano in Krakau niederließ
- Carlo Montelupi de Mari (gestorben 1662) letzter königlicher Postmeister aus der Familie der Montelupi

## Nachweise
Tadeusz Gajl: Herbarz polski od średniowiecza do XX wieku : ponad 4500 herbów szlacheckich 37 tysięcy nazwisk 55 tysięcy rodów. L&L, 2007. ISBN 978-83-60597-10-1.